# Synagogue d'Ennery
La synagogue d'Ennery est une synagogue située dans la commune française de Ennery dans le département de la Moselle dans le Grand Est.

## Historique
Elle a été construite en 1819. La synagogue située au n°7 de la rue des Jardins est inscrite au titre des Monuments historiques par arrêté du 22 octobre 1984.
La synagogue desservait également les habitants juifs des villages environnants d'Ay-sur-Moselle, Argancy, Flévy, Talange et Trémery. En 1851, la synagogue a été agrandie pour accueillir le nombre croissant de fidèles.
En 1940, le dernier office a eu lieu dans la synagogue à Pessa'h. La synagogue, désaffectée en 1957, a été vendue à un particulier en 1963 et sert de débarras. 
En juillet 2023, il a été  constaté l’effondrement partiel d’une ferme de la charpente, entraînant un risque pour la stabilité de l’édifice, ce qui a amené la ministre de la culture, Rima Abdul Malak, le 2 août 2023, à le placer sous le régime de l’instance de classement au titre des monuments historiques. Cette décision confère à l’édifice tous les effets du classement pendant un an, permettant à l’État de mettre en œuvre des travaux de consolidation d’urgence, tout en lui donnant le temps d’étudier les modalités d’une sauvegarde pérenne,. La synagogue a finalement fait l'objet d'un classement par arrêté du 25 juin 2024 qui se substitue à l'inscription.